# Таболо
Таболо — село в Кимовском районе Тульской области России.
В рамках административно-территориального устройства является центром Табольского сельского округа Кимовского района, в рамках организации местного самоуправления входит в сельское поселение Новольвовское.

## География
Расположено на реке Мокрая Табола (притоке Дона), в 20 км к юго-востоку от железнодорожной станции города Кимовска.

## Население
| 2002 | 2010 |
| ---- | ---- |
| 330  | ↘225 |

Население — 225 чел. (2010). 